# 36-та гренадерська дивізія (Третій Рейх)
36-та гренадерська дивізія (Третій Рейх) (нім. 36. Grenadier-Division) — гренадерська піхотна дивізія Вермахту за часів Другої світової війни. З вересня 1944 року обороняла «лінію Зігфрида» в просторі між Віттліхом та Люксембургом, де зазнала великих втрат. 9 жовтня 1944 року на території західної Німеччини переформована на 36-у фольксгренадерську дивізію Вермахту.

## Історія
36-та гренадерська дивізія створена 3 серпня 1944 року на фондах розгромленої на Східному фронті 36-ї піхотної дивізії 2-го формування генерал-майора Александера Конраді. Формування проводилось у Баумгольдері на однойменному навчальному центрі (нім. Truppenübungsplatz Baumholder) в 12-му військовому окрузі в ході 30-ї хвилі мобілізації Вермахту.
З вересня 1944 року дивізію передали в підпорядкування LXXXII армійському корпусу генерал-лейтенанта В. Гьорнляйна 1-ї армії, що обороняла «лінію Зігфрида» в просторі між Віттліхом та Люксембургом. На початку жовтня 1944 року у боях поблизу Гревенмахера дивізія зазнала великих втрат. 9 жовтня 1944 переформована на 36-ту фольксгренадерську дивізію Вермахту.

## Райони бойових дій
- Німеччина (серпень — вересень 1944);
- Люксембург (вересень — жовтень 1944).

## Командування

### Командири
- Генерал-майор Август Велм (нім. August Wellm) (3 серпня — 9 жовтня 1944)

### Підпорядкованість
| Час      | Корпус     | Армія      | Група армій (округ) | Штаб                         |
| -------- | ---------- | ---------- | ------------------- | ---------------------------- |
| 1944     |            |            |                     |                              |
| серпень  | формування | формування | формування          | Навчальний центр Баумгольдер |
| вересень | LXXXII ак  | 1-ша армія | Група армій «G»     | Саарпфальц                   |

### Склад
| 15 вересня 1944                       |
| ------------------------------------- |
| 87-й гренадерський полк               |
| 118-й гренадерський полк              |
| 165-й гренадерський полк              |
| 268-й артилерійський полк             |
| 36-й дивізійний фузілерний батальйон  |
| 36-та зенітна батарея                 |
| 1036-й самохідний дивізіон штурмгешуц |
| 36-та інженерна рота                  |
| 36-й загін зв'язку                    |

## Нагороджені дивізії
Нагороджені дивізії
|  | Кавалери Золотого Німецького Хреста                                                                        | 11                   |
|  | Кавалери Срібного Німецького Хреста                                                                        | 1                    |
|  | Кавалери Лицарського хреста Залізного хреста                                                               | 3 у т.ч. неофіційний |
|  | Кавалери Почесної відзнаки Сухопутних військ «Почесна застібка на орденську стрічку для Сухопутних військ» | 5                    |